# 최규선
최규선(崔圭善, 1960년 7월 25일 ~ )은 대한민국의 기업인. 전라남도 나주 출신.
최규선 회장은 제15대 대통령직 인수위원회 김대중 대통령 당선자 보좌역 출신으로 (주)썬코어, (주)썬테크놀로지스(썬텍)의 대표이사 회장이다.
그러다 배임 횡령으로 9년형을 선고 받고 복역중이며 상고심을 준비하고 있다.  
2015년에는 코스닥 상장회사인 (주)루보를 인수하였으며 사명을 (주)썬코어로 변경하고 대표이사, 회장이 되었다.
(주)썬코어의 사업으로는 자동차 부품 제조 및 판매와 전기자동차 및 ESS 이차 전지 생산 및 판매, 그리고 무인경비 시스템 개발 및 판매 등을 영위하고 있다. 아울러 2016년에는 (주)썬테크놀로지스의 대표이사가 되었으며 (주)썬테크놀로지스는 철강 산업에 필요한 압연 제조 공정의 핵심 부품인 주조 압연롤 전문 생산 업체로 일부 대형롤뿐만 아니라 중, 소형롤까지 아우르는 다양한 제품군을 확보하고 있다.
또한 포스코와 현대종합제철등에 제품을 판매하는등 국내 압연롤 시장의 70%를 점유하고 있으며 국내뿐만 아니라 일본, 동남아, 중동, 인도, 유럽 등 해외 20여개국에도 제품을 수출하고 있다.
최규선 회장은 김대중 前대통령 정부시절부터 국내외의 최고위 재계, 정계 인사들과의 인맥이 출중하여 영국의 토니블레어 前수상, 사우디의 알왈리드 왕자, 팝의 황제 마이클 잭슨, 이라크 탈라바니 대통령, 호주 밥 호크 前수상 등과 친분이 두터우며 지난 2016년 5월 16일에는 사우디 알 왈리드 왕자의 방한을 주선하였고 5월 18일에는 알 왈리드 왕자와 함께 중국 국무원 리커창 총리를 중국 권력의 심장부인 중난하이(中南海)에서 면담하였다.
또한 2016년 9월 3일에는 당시 일본 국빈 방문중이었던 사우디아라비아의 왕세자이자 국방장관인 모하메드 빈 살만 왕세자와 만찬을 겸한 회동을 하였다. 아울러 최규선 회장이 경영하는 방산업체인 도담시스템스와 사우디아라비아 국방부간의 업무협약을 맺기로 하였다.
그러나 2016년 11월 24일, 2013년 7월 불구속 기소돼 재판을 받아오던 최회장의 또 다른 회사인 (주)유아이에너지 배임/횡령 사건 선고심에서 법정구속된다.

## 이력
- 2018년 1월 배임횡령으로 9년 선고 받고 복역 중
- 2016년 3월 썬테크놀로지스(썬텍) 대표이사
- 2015년 7월 (주)도담시스템스 대표이사겸 회장
- 2007년 10월 ~ 2013년 12월 현대P&C 회장

## 수상
- 한국언론인협회 선정 '2016 올해의 공감경영 미래성장 CEO'
- TV조선 선정 '2016 글로벌 경영대상'